# Batia
Batia is een geslacht van vlinders van de familie sikkelmotten (Oecophoridae), uit de onderfamilie Oecophorinae.

## Soorten
- B. decurrens (Meyrick, 1918)
- B. inexpectella Jackh, 1972
- B. internella - dennenmosboorder Jackh, 1972
- B. kokujevi (Krulikovski, 1903)
- B. lambdella - grote mosboorder (Donovan, 1793)
- B. lunaris - kleine mosboorder (Haworth, 1828)
- B. lutosella Jackh, 1972
- B. samosella Sutter, 2003